# 217 (число)
Вижте пояснителната страница за други значения на 217.
217 (двеста и седемнадесет) е естествено, цяло число, следващо 216 и предхождащо 218.
Двеста и седемнадесет с арабски цифри се записва „217“, а с римски цифри – „CCXVII“. Числото 217 е съставено от три цифри от позиционните бройни системи – 2 (две), 1 (едно), 7 (седем).

## Общи сведения
- 217 е нечетно число.
- 217-ият ден от невисокосна година е 5 август.
- 217 е година от Новата ера.